# Podhale Nowy Targ
Podhale Nowy Targ è una squadra di hockey su ghiaccio di Nowy Targ, Polonia. È stata fondata nel 1932. Gioca presso la Miejska Hala Lodowa, arena da 5.000 posti (3.800 a sedere).

## Palmarès

### Competizioni nazionali
- Polska Hokej Liga: 19

1966, 1969, 1971, 1972, 1973, 1974, 1975, 1976, 1977, 1978, 1979, 1987, 1993, 1994, 1995, 1996, 1997, 2007 e 2010
- Coppe polacche: 2

2004 e 2005

### Competizioni internazionali
- Interliga: 1

2004